# Gare de Champagne-sur-Seine
Ne doit pas être confondu avec Gare de Champagne-sur-Oise.
La gare de Champagne-sur-Seine est une gare ferroviaire française de la ligne de Corbeil-Essonnes à Montereau, située sur le territoire de la commune de Champagne-sur-Seine, dans le département de Seine-et-Marne, en région Île-de-France.
C'est une gare de la Société nationale des chemins de fer français (SNCF), desservie par les trains de la ligne R du Transilien et par des trains du réseau TER Bourgogne-Franche-Comté.

## Histoire

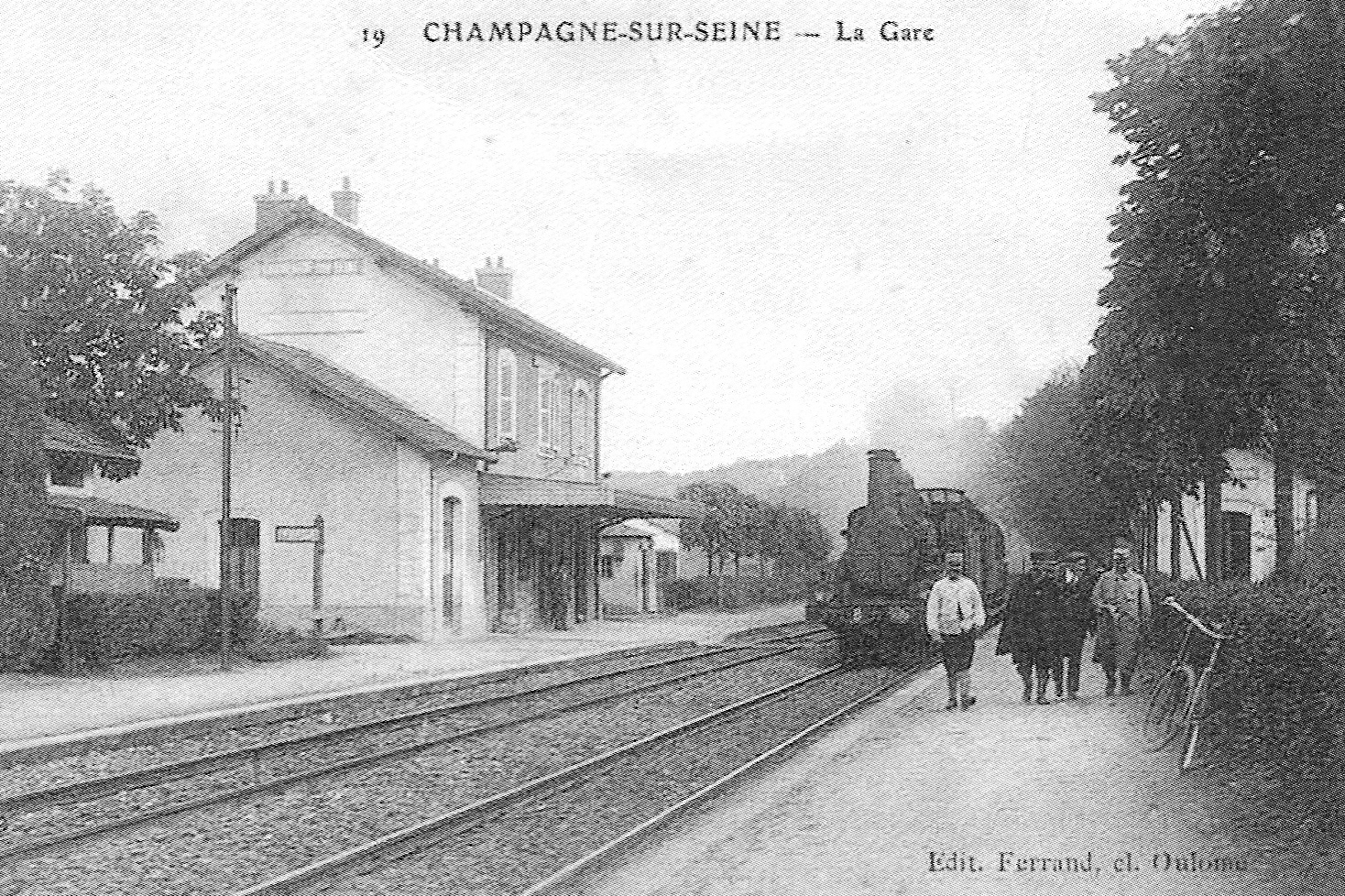
Vue de l'intérieur de la gare au début du XXe siècle.

## Situation ferroviaire
La gare de Champagne-sur-Seine est située au point kilométrique 80,002 de la ligne de Corbeil-Essonnes à Montereau.

## Fréquentation
En 2022, selon les estimations de la SNCF, la fréquentation annuelle de la gare est de 428 217 voyageurs. Ce nombre s'élève à 415 355 en 2021, à 237 145 en 2020, à 518 423 en 2019, à 505 753 en 2018, à 497 079 en 2017, à 478 155 en 2016 et à 457 828 en 2015.

## Service des voyageurs

### Accueil
La gare possède un bâtiment voyageurs. Un service commercial est assuré le matin du lundi au vendredi. Un passage souterrain permet l'accès aux quais.

### Desserte

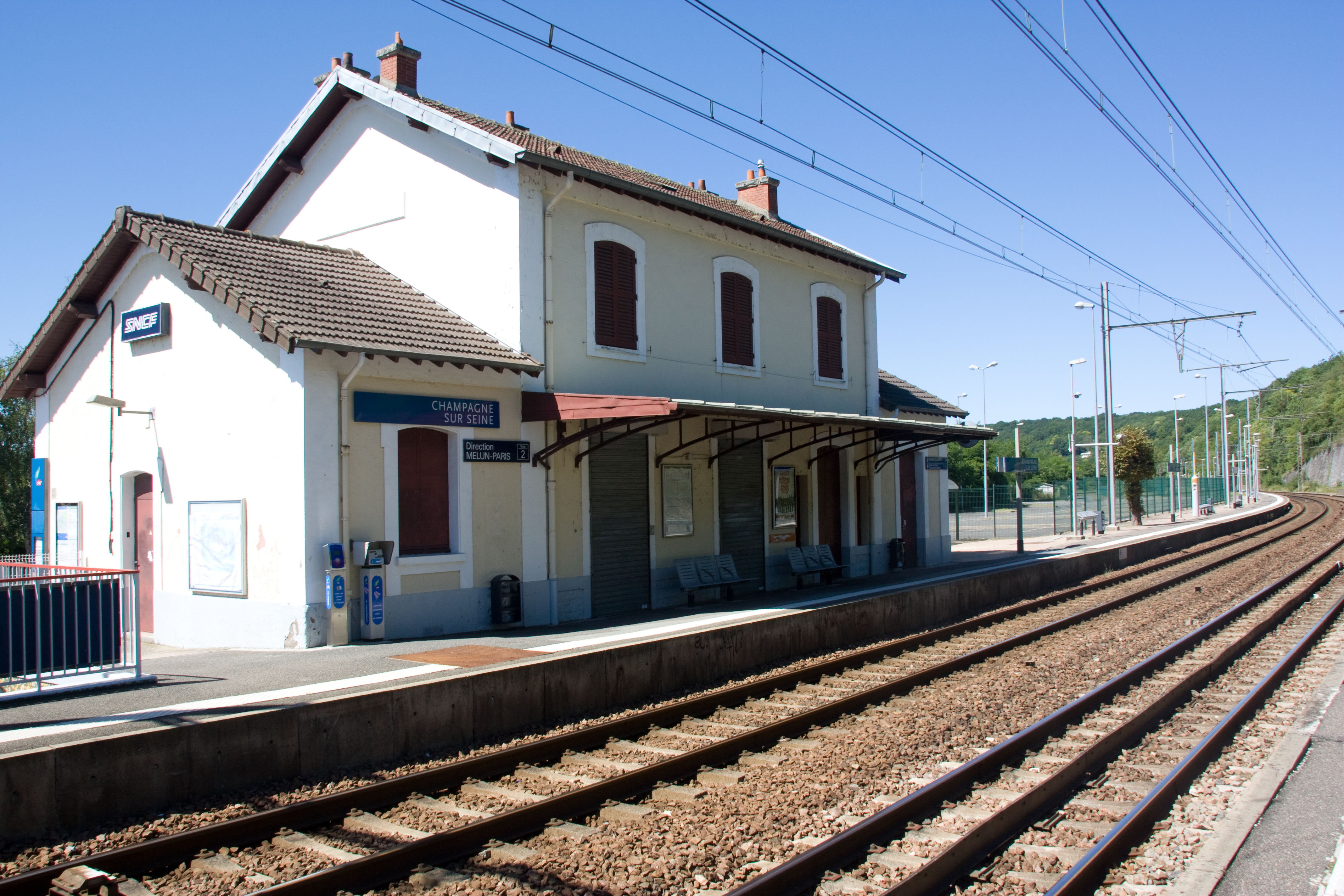
À gauche : la voie 2 en direction de Melun, à droite : la voie 1 en direction de Montereau.

La halte de Champagne-sur-Seine est desservie par les trains omnibus de la ligne R du Transilien circulant entre Melun et Montereau.
Elle est également desservie du lundi au vendredi, sauf jours fériés, par des trains du réseau TER Bourgogne-Franche-Comté circulant entre Paris-Gare-de-Lyon et Laroche - Migennes, sans arrêt entre Paris et Champagne-sur-Seine, au rythme de trois le matin à destination de Paris-Gare-de-Lyon (à 6 h 8, 7 h 8 et 8 h 10) et trois le soir à destination de Laroche - Migennes (à 17 h 53, 18 h 53 et 19 h 53). Cette desserte existe depuis le 13 décembre 2009.

### Intermodalité
La gare est desservie par les lignes 3430, 3433, 3436, 3439, 3442 et 3455, du réseau de bus Fontainebleau - Moret, par les lignes 3535, 3536 et 3537 du réseau de bus Vallée du Loing - Nemours et par la ligne 3261 du réseau de bus Provinois - Brie et Seine. Elle dispose d'un parking gratuit d'une centaine de places et d'un parc à vélos.